# Second Helping
Second Helping és el segon l'àlbum d'estudi de la banda estatunidenca Lynyrd Skynyrd. Fou publicat l'any 1974 i conté la cançó més famosa del grup, "Sweet Home Alabama". Fou el primer disc de la seva carrera en utilitzar tres guitarres solistes, fet que posteriorment va esdevenir una característica pròpia del grup. Va assolir la dotzena posició en la llista d'àlbums Billboard, aconseguint alhora la certificació de disc multiplatí.

## Llista de cançons
Cara A
1. "Sweet Home Alabama" (Ed King, Gary Rossington, Ronnie Van Zant) – 4:43
2. "I Need You" (Ed King, Gary Rossington, Ronnie Van Zant) – 6:55
3. "Don't Ask Me No Questions" (Gary Rossington, Ronnie Van Zant) – 3:26
4. "Workin' for MCA" (Ed King, Ronnie Van Zant) – 4:49

Cara B
1. "The Ballad of Curtis Loew" (Allen Collins, Ronnie Van Zant) – 4:51
2. "Swamp Music" (Ed King, Ronnie Van Zant) – 3:31
3. "The Needle and the Spoon" (Allen Collins, Ronnie Van Zant) – 3:53
4. "Call Me the Breeze" (J.J. Cale) – 5:09

### Reedició 1997 CD
1. "Don't Ask Me No Questions (Single Version)" (Gary Rossington, Ronnie Van Zant) – 3:31
2. "Was I Right Or Wrong (Demo)" (Gary Rossington, Ronnie Van Zant) – 5:33
3. "Take Your Time (Demo)" (Ronnie Van Zant, Ed King) – 7:29

## Personal
- Ronnie Van Zant − cantant
- Gary Rossington − guitarra Gibson Les Paul, guitarra rítmica i guitarra acústica "Sweet Home Alabama"
- Allen Collins − guitarra Gibson Firebird
- Ed King − guitarra Fender Stratocaster, guitarra slide, baix a "I Need You"
- Billy Powell − teclats, piano a "Sweet Home Alabama"
- Leon Wilkeson − baix Gibson Thunderbird
- Bob Burns − bateria excepte a "I Need You"

Músics addicionals
- Mike Porter − bateria a "I Need You"
- Clydie King, Sherlie Matthews − veus addicionals a "Sweet Home Alabama"
- Merry Clayton & Friends − veus addicionals a "Sweet Home Alabama"
- Bobby Keys, Trewor Lawrence & Steve Madiao − trompa a "Don't Ask Me No Questions" i "Call Me The Breeze"
- Al Kooper − veus addicionals, piano a "Don't Ask..." i "The Ballad Of Curtis Loew"